# 贾复
賈復（9年—55年），字君文，南阳冠军人。中國東漢初期軍事、政治人物。他協助漢光武帝建立東漢，虽然是儒生出身，但勇猛异常，常随汉光武帝左右，屡次冲锋在前，身负十二处创伤而不矜伐其功，為「雲台二十八將」第三位。他曾先後擔任執金吾與左將軍等職，天下平定后又配合刘秀“偃干戈，修文德”的政策，主动与邓禹一同削减军队，推行儒学，为在“退功臣而进文吏”的局面下仍然能够参与讨论国家大事的三位列侯之一。

## 生平

### 年少好學
賈復年轻时喜爱學習，研习《尚书》。师从舞阴人李生，李生惊叹于他的容貌志气，对他大加赞赏。王莽末年，賈復做了縣掾，到河东郡运盐，路上遇见强盗。同行的十多个人都舍盐而逃，只有賈復将盐带了回去，县中人称赞他讲信用。

### 追随刘秀
下江、新市兵起时，賈復在羽山聚衆數百人，自立為将军。后来更始帝登基，賈復就带部下归顺了汉中王刘嘉，并且做了校尉。
更始二年（公元24年），賈復见更始帝治下政治混乱、诸将放纵，便劝刘嘉说现在天下未平，當力求统一而不是割据一方。刘嘉认为他说的很对，但觉得自己没有这种能力，便推荐賈復去找当时身为大司马的刘秀。賈復拿著劉嘉的推薦信，與劉嘉部下的朱祜、陳俊一同北渡黃河，投奔劉秀。賈復在柏人追上刘秀，靠邓禹的介绍得到召见。刘秀認爲他非尋常之人，鄧禹也稱賈復有將帥的氣節，便任他为破虏将军督盜賊。賈復的馬羸弱，劉秀便以其車駕的左馬賜予他。刘秀属官認爲賈復是後來投奔劉秀的又喜歡折辱同僚，要求降他为鄗尉，但刘秀說：“賈督有擊退敵人千里的威風，剛剛得到任職，不得擅自更改職務”。

### 未嘗喪敗
刘秀到达信都，命賈復为偏将军。五月，攻克邯郸，升任他为都护将军。秋，劉秀征討在射犬的赤眉別帥與青犢、上江、大彤、鐵脛、五幡共十餘萬眾，有次賈復随刘秀與青犊賊作戰，战至中午，敵軍堅守不退。刘秀想要先让军士吃饭再战，賈復則以“先破之，然後食耳！”回應，背负羽旗衝鋒在前，所向披靡，敵人敗走，諸位將領都佩服其武勇。
建武元年（公元25年），賈復又在北面与五校贼战于真定，大破贼军，但也身負重傷。刘秀大驚說：“我之所以不讓賈復擔任別將，就是因爲他輕敵，果然失去了一位名將。聽説他妻子懷有身孕，若是女孩，我以兒娶之，如果是男孩，我以女嫁之，不讓他擔心他的妻子子女。”不久后，賈復的伤好了，在蓟县追上了刘秀，相見兩人非常高兴，大摆筵席。又任賈復为先锋，攻打邺县。劉秀即位為帝，賈復被拜为执金吾，封为冠军侯。賈復率軍渡過黃河，與大司馬吳漢、建義大將軍朱祐，廷尉岑彭，右將軍萬脩，驍騎將軍劉植，楊化將軍堅鐔，積射將軍侯進，偏將軍馮異、祭遵、王霸等十一將軍圍朱鮪於洛陽，时间达数月之久。九月辛卯（11月5日），朱鮪接受岑彭劝降，举城归附。后击败朱鲔、陈侨等人。

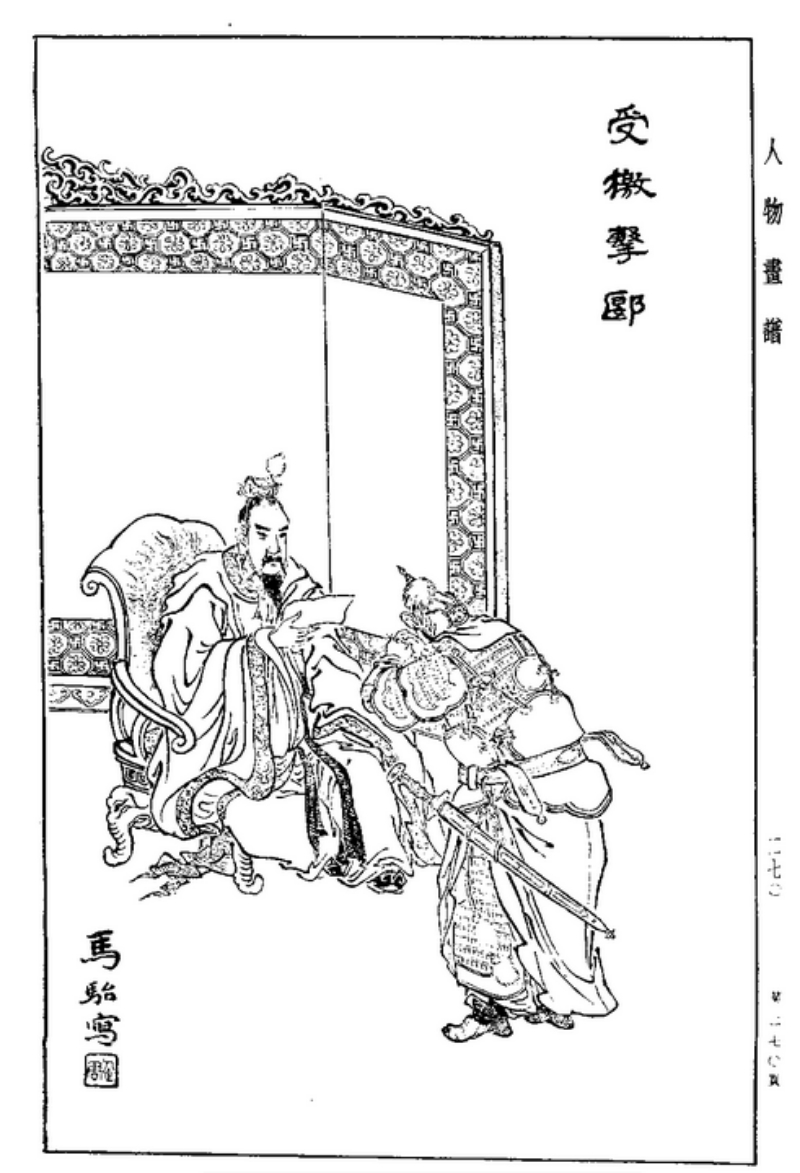
賈復受檄擊郾

建武二年（公元26年），又加封给他穰县、朝阳两个县。三月，劉秀因爲南方的郾王尹尊等人尚未归降，召集众将商议军事。劉秀沉吟許久將檄文擲於地上，說：“郾最強，宛其次，誰能擊破他們？”，賈復主动请缨攻擊郾王。劉秀笑道：“執金吾攻擊郾王，我還有什麽擔心的呢，大司馬吳漢應該去攻擊宛地”。光武帝便派他和阴识、刘植等人南下渡过五社津攻打郾王，城破，尹尊投降。之後，又東擊更始帝任命的淮陽太守暴汜，暴汜也投降。秋，賈復又南下攻克召陵、新息等地，也被平定。
八月，鄧奉回家鄉新野時，看見家鄉被吳漢所掠奪，憤而造反，擊破漢軍，駐扎于淯陽，與董訢等勢力相聯合。十一月，賈復和征南大將軍廷尉岑彭、建义大将军朱祜、建威大將軍耿弇，漢忠將軍王常，武威將軍郭守，越騎將軍劉宏，偏將軍劉嘉、耿植等人共同討伐鄧奉，攻打堵鄉的董訢，鄧奉率兵來救，董訢、鄧奉兩人所率均爲南陽精兵，戰事持續數月不能取勝，朱祜兵敗被俘。
建武三年（27年）春天，賈復升任为左将军，在新城、渑池击败赤眉军，后与光武帝会师宜阳，使赤眉军投降。
夏四月，光武帝南下親征董訢、鄧奉，到了葉，董訢、鄧奉兩人率兵阻攔，被岑彭所擊敗。大軍前進至堵陽，董訢投降，鄧奉在夜晚逃回淯陽。光武帝於是統領岑彭、耿弇、賈復及積弩將軍傅俊、騎都尉臧宮等諸將追擊鄧奉於小長安，大破敵軍，鄧奉投降。在征討鄧奉的過程中，賈復再次負傷。

### 恩遇甚厚
建武十三年（公元37年），賈復被封为胶东侯，以郁秩、壯武、下密、即墨、梃、觀陽六縣為食邑。賈復知道光武帝要偃息干戈，休整文德，便同右将军高密侯邓禹一同削减军队，敦崇儒学，光武帝也因此罢免了左、右将军。賈復回到封地后，加位特進，便闭门修养威严。朱祜等人又推薦賈復應該擔任宰相，但當時劉秀剛把政事全部交給三公處置，功臣一并不用，賈復并未为相。當時列侯之中，只有高密侯鄧禹、固始侯李通與膠東侯賈復三人得以參與議論國家大事，恩遇非常。
建武十五年（公元39年）三月，刘秀詔羣臣商议分封皇子之事，于是贾復与大司空窦融、固始侯李通、高密侯邓禹、太常登等一同上书，奏请刘秀分封皇子，刘秀下诏同意了他们的意见。
建武三十一年（55年），賈復去世，谥号刚侯。

## 評價
賈復年少好學，以儒生起兵，然臨陣驍勇異常，多次為諸將「潰圍解急」。賈復從擊青犢時，曾豪言「先破之，然後食耳」，而後「被羽先登，所向皆靡」，南征時又主動受檄，擊敗號為最强的割據勢力郾王尹尊，史稱其「從征伐，未嘗喪敗」，位列雲臺二十八將第三位。
- 其少時老師舞陰人李生對其很欣賞，對門人評價他道：「賈君之容貌志氣如此，而勤於學，將相之器也。」
- 劉秀：「賈督有折沖千里之威。」
- 袁宏《後漢紀》：「爲人剛毅方直，慷慨有大節，闔門守靜。」
- 范曄《後漢書》：「陽夏師克，實在和德。膠東鹽吏，征南宛賊。奇鋒震敵，遠圖謀國。 」

然賈復輕敵，屢次負傷，以致「身被十二創」，真定之戰中幾乎戰死，劉秀也因此「希令遠征」，而令其隨自己作戰，賈復最終缺少像岑彭、馮異般獨當一面之戰績。
- 劉秀：「我所以不令賈復別將者，為其輕敵也。」

諸將爭功時，賈復默然不語，光武帝劉秀輒稱「賈君之功，我自知之」，在功臣中最受親近禮遇。其謙退不伐的作風與「大樹將軍」馮異齊名。
- 范曄《後漢書》：「若馮、賈之不伐，岑公之義信，乃足以感三軍而懷敵人，故能克成遠業，終全其慶也。」

天下既定，賈復體察光武帝劉秀「偃干戈，修文德」的意圖，與鄧禹率先共削兵权、倡兴儒学，推動政治轉型，足見其政治眼光。之後，賈復仍保有其政治地位，他与鄧禹、李通是“退功臣而进文吏”政策下仍得参议国事的三位列侯，朱祜還曾薦其為相。

## 家族

### 封國
| 東漢膠東侯國（37年－？） |      |            |      |          |            |
| 傳位                     | 世   | 稱號及諡號 | 姓名 | 在位年數 | 在位時間   |
| 第1任                    | 始封 | 膠東剛侯   | 賈復 | 19年     | 37年－55年 |
| 第2任                    | 二世 | 膠東侯     | 賈忠 | ？       | ？         |
| 第3任                    | 三世 | 膠東侯     | 賈敏 | ？       | ？－76年   |
| 第4任                    | 二世 | 膠東侯     | 賈邯 | ？       | 76年－？   |
| 第5任                    | 三世 | 膠東侯     | 賈育 | ？       | ？         |
| 第6任                    | 四世 | 膠東侯     | 賈長 | ？       | ？         |
| 永和五年（140年）仍見    |      |            |      |          |            |

### 世系
|             |             |             |             |             |             |  |  |        |        |        |        |        |        |  |  | 胶东刚侯 賈復 |             |             |             |             |             |  |  |             |             |             |             |             |             |  |  |  |  |  |  |  |  |  |  |  |  |  |  |  |  |  |  |  |  |  |  |  |  |
|             |             |             |             |             |             |  |  |        |        |        |        |        |        |  |  |               |             |             |             |             |             |  |  |             |             |             |             |             |             |  |  |  |  |  |  |  |  |  |  |  |  |  |  |  |  |  |  |  |  |  |  |  |  |
|             |             |             |             |             |             |  |  |        |        |        |        |        |        |  |  |               |             |             |             |             |             |  |  |             |             |             |             |             |             |  |  |  |  |  |  |  |  |  |  |  |  |  |  |  |  |  |  |  |  |  |  |  |  |
| 胶东侯 贾忠 | 胶东侯 贾忠 | 胶东侯 贾忠 | 胶东侯 贾忠 | 胶东侯 贾忠 | 胶东侯 贾忠 |  |  | 贾武仲 | 贾武仲 | 贾武仲 | 贾武仲 | 贾武仲 | 贾武仲 |  |  | 胶东侯 贾邯   | 胶东侯 贾邯 | 胶东侯 贾邯 | 胶东侯 贾邯 | 胶东侯 贾邯 | 胶东侯 贾邯 |  |  | 即墨侯 贾宗 | 即墨侯 贾宗 | 即墨侯 贾宗 | 即墨侯 贾宗 | 即墨侯 贾宗 | 即墨侯 贾宗 |  |  |  |  |  |  |  |  |  |  |  |  |  |  |  |  |  |  |  |  |  |  |  |  |
| 胶东侯 贾忠 | 胶东侯 贾忠 | 胶东侯 贾忠 | 胶东侯 贾忠 | 胶东侯 贾忠 | 胶东侯 贾忠 |  |  | 贾武仲 | 贾武仲 | 贾武仲 | 贾武仲 | 贾武仲 | 贾武仲 |  |  | 胶东侯 贾邯   | 胶东侯 贾邯 | 胶东侯 贾邯 | 胶东侯 贾邯 | 胶东侯 贾邯 | 胶东侯 贾邯 |  |  | 即墨侯 贾宗 | 即墨侯 贾宗 | 即墨侯 贾宗 | 即墨侯 贾宗 | 即墨侯 贾宗 | 即墨侯 贾宗 |  |  |  |  |  |  |  |  |  |  |  |  |  |  |  |  |  |  |  |  |  |  |  |  |
| 胶东侯 贾敏 | 胶东侯 贾敏 | 胶东侯 贾敏 | 胶东侯 贾敏 | 胶东侯 贾敏 | 胶东侯 贾敏 |  |  |        |        |        |        |        |        |  |  | 胶东侯 贾育   | 胶东侯 贾育 | 胶东侯 贾育 | 胶东侯 贾育 | 胶东侯 贾育 | 胶东侯 贾育 |  |  | 即墨侯 贾参 | 即墨侯 贾参 | 即墨侯 贾参 | 即墨侯 贾参 | 即墨侯 贾参 | 即墨侯 贾参 |  |  |  |  |  |  |  |  |  |  |  |  |  |  |  |  |  |  |  |  |  |  |  |  |
| 胶东侯 贾敏 | 胶东侯 贾敏 | 胶东侯 贾敏 | 胶东侯 贾敏 | 胶东侯 贾敏 | 胶东侯 贾敏 |  |  |        |        |        |        |        |        |  |  | 胶东侯 贾育   | 胶东侯 贾育 | 胶东侯 贾育 | 胶东侯 贾育 | 胶东侯 贾育 | 胶东侯 贾育 |  |  | 即墨侯 贾参 | 即墨侯 贾参 | 即墨侯 贾参 | 即墨侯 贾参 | 即墨侯 贾参 | 即墨侯 贾参 |  |  |  |  |  |  |  |  |  |  |  |  |  |  |  |  |  |  |  |  |  |  |  |  |
|             |             |             |             |             |             |  |  |        |        |        |        |        |        |  |  | 胶东侯 贾长   | 胶东侯 贾长 | 胶东侯 贾长 | 胶东侯 贾长 | 胶东侯 贾长 | 胶东侯 贾长 |  |  | 即墨侯 贾建 | 即墨侯 贾建 | 即墨侯 贾建 | 即墨侯 贾建 | 即墨侯 贾建 | 即墨侯 贾建 |  |  |  |  |  |  |  |  |  |  |  |  |  |  |  |  |  |  |  |  |  |  |  |  |

### 子女
- 賈忠：賈復死後，嗣爵。賈忠死後，子贾敏嗣爵，建初元年（76年）因誣告母親殺人而入罪，國除。
- 贾武仲：賈復第五子，妻為馬援女馬姜，詳見其詞條。
- 賈邯：賈復小子，原膠東侯國除后漢肅宗更封其為膠東侯，食邑一縣。賈邯死後，子賈育嗣爵。賈育死後，子賈長嗣爵。
- 賈宗：賈邯弟，原膠東侯國除后漢肅宗更封其為即墨侯，食邑一縣，官至長水校尉，詳見其詞條。

## 相關

### 軼事

#### 將相和
某次賈復軍隊駐扎在汝南（《資治通鑒》係于建武二年賈復奉命南征之時），部將在潁川犯下殺人之罪，為潁川太守寇恂所殺，當時法度剛剛建立，軍中犯法，大多被寬恕，賈復因此以之爲恥，對周圍人說：“寇恂與我同爲將帥，現在卻被他欺負，大丈夫哪有受到欺負而不解決的呢？我現在見到寇恂，一定要親手殺了他。”寇恂聽聞了賈復的謀劃，想避而不見，其外甥谷崇認爲有自己帶劍護衛左右，足以抵擋賈復，寇恂用藺相如、廉頗將相和的典故回應，表示屈于賈復是為國家大事著想而不是怕他。於是命令屬下各縣存儲準備酒飯，賈復軍隊入界，就用兩人份的酒食招待。賈復入界后，寇恂上路上出迎，但半途就稱病而回，賈復想領兵去追，但士兵都已經喝醉。寇恂让谷崇將情況通知劉秀，劉秀便徵召寇恂，寇恂到時，賈復正在席上見到寇恂到來想要退避，劉秀說：“現在天下還沒平定，兩虎怎麽能夠私鬥呢？”，於是下詔兩人同坐，兩人最終十分開心，出門同車，結友而去。

#### 指腹爲婚
中國指腹爲婚的最早記載即來自於《後漢書·賈復傳》，真定之戰後，劉秀以爲賈復傷重將死，於是表示要將自己的兒女與其妻腹中之子相婚配，但這只是對有功之臣的安撫，不能以其為民間已大量存在此習俗的根據。

### 傳説
- 民间传说中，认为云台二十八将上应二十八宿，而賈復则对应氐土貉。
- 在演义、评书中，贾复多以勇武形象出现，使画杆方天戟，被称作银戟太岁、雪天王，可举千斤鼎，经常被视为当时武勇第一，曾指点景丹戟法。四闯连营、拖肠大战等故事以其为主角。
  - 举千斤鼎：该故事版本众多，但脉络相似。在“刘秀赶考”系列故事途中，三齐王苏献和王霸起了冲突（冲突情节各版本不同），贾复举千斤鼎为王霸解围，但由此得罪了三齐王，后被刘秀相救。
  - 四闯连营：昆阳之战时，贾复请缨往昆阳送信给邓禹；首闯连营至城下时，发现箭袋中书信被当作箭矢射出；二闯连营返抵刘秀大营重取信件；三闯连营破重围抵城交付书信，却肚破肠漏负伤；四闯连营，贾复带伤作战，突围返回刘秀大营。该故事也有多个版本，各版本贾复所遇见的将领和交战过程有所不同。
  - 草桥关震反王：贾复在草桥关独守众反王，败田布、公孙美（立地金刀公孙述之弟），飞电光锤击伤梁林。此故事可见于连阔如版《东汉演义》评书，相传贾复平时交战单单用戟，只有五次以电光锤打人，这次即为第三次。该故事后接“姚期插枪镇草桥”。
- 河南省宝丰县（汉时为父城县）县城相传是在贾复受檄击郾时所建贾复城上发展而来的。郦道元《水经注》载：“滶水东入父城县与桓水会，水出鲁阳北山，水有二源奇导，于贾复城合为一渎，迳贾复城北复南，击郾所筑也，俗语讹谬，谓之寡妇城，水曰寡妇水。”当地有不少相关故事、遗迹和建筑留存，如贾复庙、贾复墓、净肠河等。当地还有贾复初级中学。[17]
  - 贾复城：贾复受檄击郾时所建。因贾复时为执金吾，又名为金吾城。北朝时，因洛阳前往宛城的道路，需经过此城通往三鸦道，又得名通鸦城。《水经注》中记载，此城又因音近，讹为寡妇城。宝丰县城北城墙即为贾复城北城墙，全长1100余米，保存至20世纪90年代。[18]
  - 贾复庙：又名胶东侯祠。据《宝丰县志》，元朝翰林王頔撰有《汉胶东侯庙记》，清朝乾隆五年（1740年）、乾隆三十六年（1771年）曾重修。1991年8月，台胞芮文正、西街村委会出资修缮。2014年，宝丰县政府拨款38万元，由县文物局负责，再次重修。2004年3月，贾复庙被宝丰县政府公布为县级文物保护单位，2012年9月被平顶山市政府公布为市级文物保护单位。[19]
  - 交马岭、净肠河、红土岭：，当地相传贾复与郾王尹尊部将王陵在交马岭交战，肠破而出。贾复在桓水洗肠，纳入腹中再战，后人即称呼此处为净肠河，后全河改称净肠河。最终贾复在红土岭斩杀王陵，土被血染为红色，因而得名。
  - 射箭台、贾复墓：据乾隆年编纂的《宝丰县志·艺文志》记载，射箭台相传贾复向北射箭卜墓之处，而箭所到地即为当地贾复墓。
- 贾复作战勇猛，民间有其拖肠大战的传说留存，该传说有多个版本。
  - 遭王莽将领王林暗算：見於明朝谢诏所著章回小说《東漢秘史》第二十六回《列宿紛臨助聖君　拖腸屢戰心無懼》。昆阳之战时，刘秀想向邓禹传信，贾复主动领命，来回四次，破围传信。第三次突围时，遭王林暗算，左胁中枪，肠流腹外。贾复忍痛裹创，犹自奋战，终将书信射入城内。邓禹见其伤势惊呼，贾复竟不顾重伤，坚持取回书复命，并在归途中阵斩王林。[20]此传说与历史不符，昆阳之战时，贾复尚未投靠刘秀。
  - 与王莽将领巨毋霸交战：见于田连元评书《刘秀传》。昆阳之战中，贾复、郅恽与巨毋霸交战，贾复拖肠大战，救出郅恽。此传说与历史不符，昆阳之战时，郅恽、贾复尚未投靠刘秀。郅恽历史中也非武勇善战的将领。
  - 与郾王尹尊部将王陵交战：在河南省宝丰县流传，当地还有交马岭、净肠河、红土岭等地名，均和此传说相关。
- 在中國古典章回小説《紅樓夢》中，金陵四大家族的賈家即被稱作賈復後人，書中記載賈雨村與冷子興閑聊賈府之事：「雨村道：『原来是他家。若論起來，寒族人丁却不少，自東漢賈復以來，支派繁盛，各省皆有，誰能逐細考查。若論榮國一支，𨚫是同譜，但他那等榮耀，我們不便去認他，故越發生踈了。』」

## 延伸阅读
[在维基数据编辑]
 《後漢書·卷17》，出自范晔《後漢書》
 《東觀漢記》
 在维基共享资源阅览影像

### 引用
1. ↑  《後漢書·馮岑賈列傳第七》：與大司馬吳漢，大司空王梁，建義大將軍朱祐，右將軍萬脩，執金吾賈復，驍騎將軍劉植，楊化將軍堅鐔，積射將軍侯進，偏將軍馮異、祭遵、王霸等，圍洛陽數月。朱鮪等堅守不肯下。
2. ↑  《後漢書·馮岑賈列傳第七》：復遣朱祐、賈復及建威大將軍耿弇，漢忠將軍王常，武威將軍郭守，越騎將軍劉宏，偏將軍劉嘉、耿植等，與彭並力討鄧奉。先擊堵鄉，而奉將萬餘人救董訢。訢、奉皆南陽精兵，彭等攻之，連月不克。
3. ↑  《後漢書·馮岑賈列傳第七》：帝至堵陽，鄧奉夜逃歸淯陽，董訢降。彭復與耿弇、賈復及積弩將軍傅俊、騎都尉臧宮等從追鄧奉於小長安，帝率諸將親戰，大破之。奉迫急，乃降。
4. ↑  《後漢書·馮岑賈列傳第七》：彭與耿弇諫曰：『鄧奉背恩反逆，暴師經年，致賈復傷痍，朱祐見獲。陛下既至，不知悔善，而親在行陳，兵敗乃降。若不誅奉，無以懲惡。』
5. ↑  《後漢書·光武帝紀第一》：三月，乃詔羣臣議。大司空融、固始侯通、膠東侯復、高密侯禹、太常登等奏議曰：「古者封建諸侯，以藩屏京師。周封八百，夾輔王室，尊事天子，享國永長，為後世法。故詩云：『大啟爾宇，為周室輔。』高祖聖德，光有天下，亦務親親，封立兄弟諸子，不違舊章。陛下德橫天地，興復宗統，襃德賞勳，親睦九族，功臣宗室，咸蒙封爵，多受廣地，或連屬縣。今皇子賴天，能勝衣趨拜，陛下恭謙克讓，抑而未議，羣臣百姓，莫不失望。冝因盛夏吉時，定號位，以廣藩輔，明親親，尊宗廟，重社稷，應古合舊，厭塞衆心。臣請大司空上輿地圖，太常擇吉日，具禮儀。」制曰：「可。」
6. ↑  《後漢紀·光武皇帝紀》：復嘗戰，被創甚，上大驚曰： 「我所不令復別將者，爲其輕敵也，果然。失吾名將。」聞復婦孕，上曰：「女邪我取之，男也我與之，女勿憂妻子。」復數從征伐，未嘗破敗，數爲諸將潰圍解陣，身被十二創。上以復敢深入，稀令遠征，欲自將之，故少方麵之功。諸將每論功，人人自伐，復獨默不言。上曰：「賈君之勳，我自知之。」功臣中最見親禮。
7. ↑  《後漢書·馮岑賈列傳第七》：復從征伐，未嘗喪敗，數與諸將潰圍解急，身被十二創。帝以復敢深入，希令遠征，而壯其勇節，常自從之，故復少方面之勛。諸將每論功自伐，復未嘗有言。帝輒曰：「賈君之功，我自知之。」
8. ↑  《後漢書·賈復傳》：十三年，定封膠東侯，食郁秩、壯武、下密、即墨、梃、觀陽，凡六縣。……三十一年卒，謚曰剛侯。子忠嗣。忠卒，子敏嗣。建初元年，坐誣告母殺人，國除。肅宗更封復小子邯為膠東侯，邯弟宗為即墨侯，各一縣。邯卒，子育嗣。育卒，子長嗣。
9. ↑  司馬彪《續漢書·郡國志四》：膠東侯國。
10. ↑  《後漢書·鄧寇列傳第六》：執金吾賈復在汝南，部將殺人於潁川，恂捕得繫獄。時尚草創，軍營犯法，率多相容，恂乃戮之於市。復以為恥，嘆。還過潁川，謂左右曰：『吾與寇恂並列將帥，而今為其所陷，大丈夫豈有懷侵怨而不決之者乎？今見恂，必手劍之！』
11. ↑  《後漢書·鄧寇列傳第六》：恂知其謀，不欲與相見。谷崇曰：『崇，將也，得帶劍侍側。卒有變，足以相當。』恂曰：『不然。昔藺相如不畏秦王而屈於廉頗者，為國也。區區之趙，尚有此義，吾安可以忘之乎？』
12. ↑  《後漢書·鄧寇列傳第六》：乃敕屬縣盛供具，儲酒醪，執金吾軍入界，一人皆兼二人之饌。
13. ↑  《後漢書·鄧寇列傳第六》：恂乃出迎於道，稱疾而還。賈復勒兵欲追之，而使士皆醉，遂過去。
14. ↑  《後漢書·鄧寇列傳第六》：恂遣谷崇以狀聞，帝乃征恂。恂至引見，時復先在坐，欲起相避。帝曰：『天下未定，兩虎安得私鬥？今日朕分之。』於是並坐極歡，遂共車同出，結友而去。
15. ↑  . www.sohu.com.   [2020-10-29] （英语）.[]
16. ↑  . 文史天地. 2011, (11): 93.
17. ↑  翟红果. . 平顶山党史方志网. 2016-07-21.
18. ↑  《水經注·汝水》：滶水東入父城縣與桓水會，水出魯陽北山，水有二源奇導，于賈復城合爲一瀆，逕賈復城北複南，擊郾所築也，俗語訛謬，謂之寡婦城，水曰寡婦水。
19. ↑  蒋亚萍. . 丝绸之路世界遗产. 2023-10-28.
20. ↑  《東漢秘史·第二十六回 列宿紛臨助聖君　拖腸屢戰心無懼》